# Hyphilaria nicias
Hyphilaria nicias är en fjärilsart som beskrevs av Stoll 1791. Hyphilaria nicias ingår i släktet Hyphilaria och familjen Riodinidae. Inga underarter finns listade i Catalogue of Life.